# RAID: Shadow Legends
『RAID: Shadow Legends』は、イスラエルのゲームデベロッパーPlarium Gamesにより開発および発売されたRPG。

## ゲームシステム
RAID: Shadow Legendsはターン制のファンタジーRPGで、ガチャ要素も楽しめるゲームとなっている。 物語の舞台は、ダークロード・シロスに支配された架空の地「テレリア」。プレイヤーは死の世界から復活を遂げた“いにしえの戦士”となって、ダークロードを撃破し、テレリアの地に平安と調和を取り戻すべく戦う。また、プレイヤーは兵を組織し、敵や仲間となり得る者たちが支配する「城」や「砂漠」、「ダンジョン」や「古代神殿」で戦いを繰り広げる。 さらにゲームプレイを通し、過去の戦士の魂が宿る「石」を集めていく。石には4つのタイプがあり、それぞれに様々な能力が秘められている。
本作には、重厚なストーリーのシングルプレイキャンペーンが用意されており、全12のレベル（各7ステージ＋3つの難易度）で構成されている。 キャンペーンは、マルチプレイヤー要素と密接に連携し、ランキングにも反映される。
ゲームの脚本には Paul C.R. Monk を迎え、 ダークファンタジーの世界観に、リアルなキャラ描写と西洋アートが余すことなく盛り込まれている。

## 評価
RAIDは多くのメディアで好評価を受けている。Pocket Gamerでは、“超高画質”、“美しくレンダリング＆描画されたキャラクター”、“新しいプレイヤーにも優しいゲーム設計”といった評価を得ている。しかし、同時に強気なマネタイズ戦略にも注目しており、前出のPocket Gamerの記事内で、“ゲームはいくつもの層で構成されており、プレイヤーの課金欲をこれでもかとかき立ててくる”と紹介された。Gamezeboでは、“これまで慣れ親しんだアニメスタイルのビジュアルを、よりリアルかつダークファンタジーの世界観で実現。同ゲームジャンル史上、最も洗練されたバトルアニメーションとエフェクトで、これまでにない最高のゲーム体験を提供している”と称賛された。 しかし、同記事内でも、マネタイズ寄りの運営を批判しており、“実際に課金してアップグレードを購入しないと、ゲームの進行に行き詰まるだろう”と指摘されている。BlueStacksのレビューでは、“アニメーションが本当に素晴らしい。同様のゲームでは見たことのない高品質を実現している”とし、“ロード・オブ・ザ・リングのように、よりリアルな世界観でファンタジーバトルを楽しむのが好きなプレイヤーは、RAID: Shadow Legendsを心から楽しむことができるだろう”と記事を結んでいる。